# Acinonyx
Acinonyx este un gen monotipic din familia felinelor. Singura specie care încă mai trăiește din cadrul acestui gen este ghepardul (Acinonyx jubatus) din Africa și Asia.

## Taxonomie
Acinonyx a fost descris prima oară de Brookes în 1828. În 1993, a fost plasat în subfamilia monofiletică Acinonychinae, și este considerat o grupă apropiată a genului  Puma.

### Specii
Au fost descrise câteva specii Acinonyx:
- Acinonyx jubatus —  Schreber în 1775[3]
- Acinonyx pardinensis, ghepardul mare † — Croizet et Jobert în 1828[4]
- Acinonyx intermedius † — Thenius în 1954[5]
- Acinonyx aicha † — Geraads în 1997[6]
- Acinonyx kurteni † — Christiansen and Mazák în 2008[7] Nu mai este o specie validă.[8][9]